# AMBER Alert
AMBER Alert (произн. амбър алърт; AMBER е съкращение от America’s Missing: Broadcasting Emergency Response) или Изчезнало дете е система за оповестяване за отвличане (похищение) на деца, разпространена в много страни, а също система за разпространение на информационни бюлетини, издадени за хора, подозирани в отвличане. Такава система работи в САЩ от 1996 г., като в някои щати е под други имена: на Хаваите – „Maile Amber Alert“, в Джорджия – „Levi’s Call“, а също и в други страни – Канада, много европейски страни. От края на януари 2018 г. системата се въвежда и в България.
Разпространението на сигнала става с помощта на търговски радиостанции, спътниково радио, телевизионни станции и системите за кабелна телевизия. Използват се също съобщения чрез електронна поща, SMS, електронни знаци за регулиране на пътното движение, телевизионни рекламни билбордове.

## Критерии за задействане на системата за оповестяване
За да започне разпространяването на информация са необходими следните условия:
1. Правоопазващите органи трябва да потвърдят, че похищението действително е станало.
2. Наличие на опасност за живота и здравето на детето.
3. Наличие на достатъчна информация за детето, похитителя или неговото транспортно средство.
4. Детето трябва да е непълнолетно.

## Критика
Независими изследователи съобщават, че твърденията на властите и на средствата за масова информация, че системата „спасява животи“ са неверни, тъй като тревогата помага да се върнат вкъщи основно такива деца, които са били „отвлечени“ от лишени от опека родител или друг роднина, но не води до спасяване на жертвите на истински престъпници. Също така евентуален голям брой лъжливи тревоги може да доведе до „привикване“ на обществото, а появяването на информация за похищения върху крайпътните електронни билбордове в часовете пик пречи на движението. Последното обстоятелство принуждава някои щати в САЩ да ограничат ползването на билбордовете.